# 花咲ける青少年
『花咲ける青少年』（はなさけるせいしょうねん）は、白泉社の月刊少女漫画誌「LaLa」にて連載されていた樹なつみによる少女漫画である（マハティ編は1987年4、5月号。本編は1989年10月号 - 1994年10月号）。また、白泉社の隔月少女漫画誌「MELODY」の2009年08月号に番外編が読切として掲載され、2010年6月号から2014年4月号まで特別編が連載された。単行本全12巻、白泉社文庫全6巻、愛蔵版全6巻、特別編全5巻。2009年4月から2010年2月までNHK BS2にてテレビアニメが放送された。また、2010年4月1日より2011年3月までNHK総合テレビにて、毎週木曜日（水曜深夜）午前1時00分〜1時30分の枠で放送された。

## あらすじ
序章（マハティ編）
1939年ニューヨーク。万国博覧会と同時に開催された植民地会議に出席するために訪米中のラギネイ王国皇太子マハティは、現地のクラブ歌手キャスリーンと出会い、互いに惹かれ合う。マハティはキャスリーンに「必ず迎えに来る」と約束してアメリカを去るが、キャスリーンはマハティの立場を思い姿を消した。その後、彼女は男児を出産。産まれた子供はハリー・バーンズワースと名付けられた。
本編
時は流れ現代、成長をしたハリー・バーンズワースは、一代でバーンズワース財閥を築き上げ世界的大企業に発展させるなど事業家として大成していた。ハリーの一人娘にして、2歳から12年間カリブの離島で幽閉同然に育った花鹿（かじか）は、14歳になったある日、父ハリーから「夫捜しゲーム」を持ちかけられる。それは、これから花鹿が出会うであろうハリーの選んだ3人の男の中から、花鹿のことを生涯守ってくれる伴侶を選べというものだった。唐突な話に訝る花鹿にハリーは、ゲーム終了の暁には「花鹿が生まれながらに背負っている重い宿命」について話してやろうと告げる。さらにハリーは花鹿と兄妹のように育ってきた華僑財閥「倣家の若き総帥」倣立人（ファン・リーレン）に対して「花鹿が夫として誰を選ぶのか、その相手が夫として相応しいかを見届けて欲しい」と依頼。花鹿に密かに想いを寄せていた立人は複雑な感情を抱きつつもこれを承諾する。
花鹿は立人に見守られながら世界各国で3人の夫候補と出会い、彼らと三者三様の理解関係を築く。だが、「夫」という存在がどういうものなのか理解出来ずにいる花鹿は、誰も選べずにいた。その矢先、夫候補の1人であるラギネイ王国の第二王子ルマティが謀略によって祖国を追放される。ラギネイ王国の政変に巻き込まれる中で、花鹿は自身が背負う宿命を知り、自分にとって本当に大切な人は誰なのかということに気づいてゆく。
夫候補たちは、ハリーが実は立人の覚醒を計画し、水面下で愛し合う2人の結婚を望んでいることを悟る。

## 登場人物

### 主人公と周辺人物
花鹿・ルイーサ・陸深・バーンズワース（かじか・ルイーサ・くがみ・バーンズワース）
声 - 遠藤綾
本作の主人公。世界的財閥「バーンズワース家」の一人娘で、奔放で闊達な性格の美少女。父の思惑で、幼い頃から10年あまりをカリブ海の孤島ギヴォリで世間から隔離されて育ったため、一般常識に欠けて軽率な面が目立ち、暴走することが多々あるので周囲をハラハラさせる。純粋で真っ直ぐな性格であり、男言葉で竹を割ったような物言いをする。言霊や生まれ変わりについての考え方など、ギヴォリの土俗信仰の影響も大きい。しかし、そういったことが原因でユージィンと一緒にベッドで寝たり、性的な意味はなくとも自身に好意を抱く人間が聞いたら不快に感じたり嫉妬することが理解できない。ムスターファの魂があるとユージィンにつきまとい、警護を突破して脱走して騒動を拡大するトラブルメーカー。母親は日本人で、陸深は母方の姓。容貌は濃茶の髪のおかっぱに光が当たると銀色に見えるグレーの瞳であり、よく見るとルマティに瓜二つ。現代における真のラギネイ第一王位継承者である。フレドリックを慕うあまり、自身が彼の血筋ではないことを知った時はキャスリーンがフレドを裏切った不倫をしでかしたと思い込んだ。初登場時は14歳。
特別編「花咲ける青少年」で、ルマティからのナジェイラの結婚の手紙をルマティ自身の結婚の報告だと勘違いし、大騒ぎした。
ギヴォリの島民の雇用の為に、島の観光業を発展させる事が夢で、大学で経営学を勉強する為に受験勉強している。
倣立人（ファン リーレン）
声 - 森川智之 / 幼少時代 - 井上麻里奈
華僑の大財閥・倣家の若き総帥。幼い頃から倣家の次期総帥として英才教育を受けて育ち、若くして辣腕を揮うやり手の実業家。父親によって9歳の時に花鹿と引き合わせられ、以来花鹿から兄のように慕われる。知的な美貌をもつ長身の中国人で、外面はいいが内面はひねくれ者。周囲ばかりか自分自身をも騙してきたが、そのことをルマティに見破られる。初登場時は19歳。
倣財閥の総帥を退いた後は数年を花鹿とギヴォリで過ごすが、後にハリーからバーンズワース財閥の会長職を引き継ぐ。
寅之助・V・芳賀（とらのすけ・ビクター・はが）
声 - 柿原徹也
花鹿のボディガードを務める童顔の日系アメリカ人2世。ボディガードとしての腕は確かだが、素直でやや子供っぽい性格。アクの強い面々に囲まれ、日々気の休まらない常識人。ハリーのボディーガードを長年務めた芳賀の息子。特別編で由依の友人と婚約した。初登場時は17歳。
ハリー・バーンズワース
声 - 郷田ほづみ
花鹿の父親。自ら興した会社を一代で世界的企業・財閥にのし上げた、カリスマ性を持つ希代の実業家。ラギネイ王国の神座王マハティの落胤で第1子。自分の周りに関する物事や事件はたとえ身内のことであろうと中立的な観点で見ている。何故か、罪のない実父マハティに許しを請わなくてはならない罪があると思っていた。花鹿を愛していても「倣家」を捨てられない立人を夫候補から除外することで、彼に花鹿だけを愛して彼女以外を捨て去る己の真実に覚醒させるべく「夫捜しゲーム」を仕組む。

### バーンズワース家
フレドリック・バーンズワース
声 - 千田光男 / 若い頃 - 野島裕史
ハリーの養父で、花鹿の義祖父。愛称は「フレド」。医師の息子で物書きに妻は不要と考えていたが、家業を継がせようとする両親に結婚させられそうになって出奔、NYで幼馴染のキャスリーンと再会した。彼女がマハティの子を身籠った時に父親役をかって出た。愛称はフレド。かつては新聞記者だったが、小説家に転向している。
キャスリーン・バーンズワース
声 - 久保田民絵 / 若い頃 - 木村亜希子
オクラホマ州で生まれ育った女性。ハリーの母親で、花鹿の祖母。花鹿がフレドの家を初訪問する3年前に亡くなった。
大恐慌で両親を失い、クラブ歌手をしていた18歳の時に、NY万博で初めて外国に訪れたラギネイの皇太子マハティと出会い、フレドと共に命の危険から匿う事になる。共に過ごすうちマハティと恋に落ちるが、再会を約束して去ったマハティの立場を想い、身を引いて密かにハリーをフレドと共に育てた。
キティ・クガミ
ハリーの妻で花鹿の母。日系人。元々はニューヨーク市警の本部長によりハリーの身辺警護にとつけられた女性警官で優秀なESU隊員だっだ。母が早くに亡くなり、すぐに再婚した事で男性不信になり恋愛出来ないでいたが、ハリーとはお互いに惹かれ合い結婚した。しかし、結婚して4年後、29歳の時に誘拐目的の暴漢の手から花鹿を守って絶命した。女性との契約だと思い女性遍歴を重ねたハリーにそれまでの関係を捨てさせ、行いを改めさせた女性。美女なのに頑なに自身はブスだと信じ込んでおり、ハリーがいくら可愛いと言っても信じようとはしなかった。特別編で出会いと結婚に至る経緯、ハリーの出生の秘密を知る過程が描かれた。

### 花鹿の夫候補
倣立人（ファン リーレン）
声 - 森川智之 / 幼少時代 - 井上麻里奈
華僑の大財閥・倣家の若き総帥。幼い頃から倣家の次期総帥として英才教育を受けて育ち、若くして辣腕を揮うやり手の実業家。父親によって9歳の時に花鹿と引き合わせられ、以来花鹿から兄のように慕われる。知的な美貌をもつ長身の中国人で、外面はいいが内面はひねくれ者。周囲ばかりか自分自身をも騙してきたが、そのことをルマティに見破られる。初登場時は19歳。
倣財閥の総帥を退いた後は数年を花鹿とギヴォリで過ごすが、後にハリーからバーンズワース財閥の会長職を引き継ぐ。
ユージィン・アレキサンドル・ド・ヴォルカン
声 - 小野大輔
フランスの貴族・実業家ヴォルカン男爵家の三男。立人の天敵で、彼との会話のシーンでは嵐が吹き荒れる描写となり、居合わせた他の人物を困惑させる。美しいプラチナブロンド、緑と黄金色の斑の瞳の稀有な美貌の持ち主で、泰然自若とした雰囲気を持っているが、若干嫌味な性格をしている。魔的な魅力で老若男女を虜にし、権力者にも崇拝者が多い。自殺した女性は皆、潜在的に自殺願望があったと語る。自身に相似する容姿の第二子アランを溺愛した母親を憎悪するオーギュストが死亡したアランの精子を凍結保存して15年後に3人目の妻クリスティンに産ませた人工授精による死後懐胎子。それにより父オーギュストが母親と弟に復讐を図ったことを9歳の時にクリスティンの日記を読んで知り、自身の生命を含めて世界の何事にも執着を持てず、母親が自殺した年齢と同じ19歳の誕生日に自ら命を断とうとしていたが、花鹿に救われ、彼女を愛するようになる。実は父オーギュスト（生物学上は伯父）を心から慕っており、罪の証として生を受けた自身は消え去るべきだと考えていたのだった。花鹿からは彼女のかつての愛豹「ムスターファ」の名で呼ばれている。初登場時は19歳。
特別編「フルール・ド・グラス」で、ドミニクに自身を殺して貰おうとして彼女に自殺され、ドミニクの親友クロエに自殺の真相を聞かされても心を凍てつかせていた時期だったため、何も感じずに去ってしまう。5年後、花鹿との出会いで心が救われドミニクの墓に一輪の花を供える。本編でからかったノエイにマゾと言われてショックを受けるが、特別編「STRAY SHEEP」で花鹿が軋むような苦痛をくれることで生きていると感じるため、ルマティにも「Mな奴」と評される。
ルマティ・イヴァン・ダイ・ラギネイ
声 - 浪川大輔 / 幼少時代 - 溝邉祐子
東南アジアの小国ながら石油資源で急速な近代化を遂げたラギネイ王国の第2王子で第二王位継承者。王子らしく傲岸不遜な振る舞いも目立つが、天真爛漫で真っ直ぐな性格。賢王マハティ似の容貌と、初代国王サマキス、マハティの代から遡って10代前の国王イマス、そしてルマティで先祖返り（隔世遺伝）により、現在のラギネイの王族の中で唯一の「オリエント・ブルー（鈍い碧）の瞳」を持って生を受けた。その容貌と天性のカリスマ性ゆえに国民からの人気が高く、兄である第一王子を慄かせているが、本人はそれに気づかず心から兄を慕っている。花鹿とは従姉弟同士にあたる。立人に対する想いを自覚していなかった花鹿と彼女にキスしたことで嫉妬しながらも見ないふりで去った立人の姿を見て、自身が何もしなくても存在や行動がソマンドを傷つけていたことに気づき、同時に立人の「倣家の総帥」という擬態と自分自身の心すら欺こうとする強烈な自制心ゆえの演技にも気づき、花鹿と立人が相思相愛になるも「倣家」のフィルター越しにしか見ていなかった曹に引き裂かれそうになった時、ノエイを派遣して2人を援護した。初登場時は14歳。
特別編「後宮物語」でマハティの第二正妃セレイラが夢の中で「マハティに瓜二つの碧い瞳の少年」を見た。
カール・ローゼンタール
声 - 福山潤
バーンズワース家と対立関係にあり、「アメリカの見えざる政府」ともあだ名される名門財閥「ローゼンタール家」の長男。金髪で理性的な容貌の青年。仕事のできる切れ者だが、根が優しく非情になりきれない面も。幼い頃のトラウマから閉所・暗所が苦手で、突然そのような状況に陥ると発作を起こしてしまう。花鹿が傍にいると発作が早く収まることから花鹿に対し安らぎを覚え惹かれる。財閥の対立関係を越えて花鹿に協力する良き理解者。初登場時は20歳。
ローゼンタールの跡継ぎとしてしか見ない父ネルソンに不満を抱くという幼稚な反発から余計に花鹿のために行動するが、それが父親の唯一の愛情表現だと知る姉イザベラに深く憎悪される。ボディーガードを使って強盗に見せかけてハリーの出生の秘密を記した調査書を奪わせるが、ネルソンに覆面を剥がされて自身の差し金だとバレてしまい、裏切られたショックで昏倒させてしまう。実の父親が余命幾ばくも無い身となったのに、何も感じない自分自身に絶望する。しかし、ナジェイラに「不安だから好きになるの?」と問われ、意識が戻った父親に名前を呼ばれて涙を流すことに驚く。一番上の姉イザベルに唯一愛されていながら不幸だと思い込んでの裏切りを非難された。

### ラギネイ王国
マハティ・シェイク・ダイ・ラギネイ
声 - 沢木郁也 / 少年時代 - 浪川大輔
序章「マハティ編」の主人公。ラギネイ王国第73代国王でルマティの祖父。後進国だったラギネイ王国を近代化に導いた名君として知られており、王座を退いた後は神座王として神殿の奥深くで暮らしている。実はハリーの実父だが、このことは極秘事項であり、ごく一部の者しか知らない。特別編「後宮物語」では正室の王妃と側室に子供を産ませても全員女児で諦めていた矢先、亡き父王が60歳を過ぎてから生を受けた世継ぎの男児だったこと、法改正を行えば異国の女性でも王妃に出来ると言って父王を嘆かせてキャスリーンとの恋に暴走して第一正妃アレーナを傷つけてしまったとセレイラに語った。
ジャビル
マハティの侍従。やがて石油相になり、マハティと共に国の独立や発展を支えた。キャスリーンとハリーの存在をウールド皇太子を影に追いやりかねない危険な存在と看做してハリー暗殺すら企むが、本来ならば皇太子となり王位を継ぐべき存在だと崇拝してもいたため、ハリーに一喝されて一度だけ皇太子殿下と呼んでハリーに謝罪する。
クインザ・ハフェズ
声 - 子安武人 / 幼少時代 - 大原桃子
ルマティに仕える切れ者の侍従。ルマティに王の資質を見出し、皇太子ソマンドを王という名の道具として操りラギネイ王国に流血の革命を起こそうと暗躍する。愛してもいないナジェイラや弟セズンすら道具とした。
セズン・ハフェズ
声 - 入野自由
ルマティの従者の一人で、クインザの弟。兄と違って穏和な性格だが、辛抱強く誠実で強さを持っている。ノエイは幼年学校でいじめから守ってくれた敬愛する人で、友人同士。自分で他の道を見つけられなかった事から兄に続いてルマティに仕えるが、侍従候補生テストを描いた特別編「青皇の庭」で王宮の闇に毒されて病んでいく侍従候補生がルマティに毒を盛るような事態になったのを止められず、自身も殺されそうになった所を兄に助けられる。その後の展開は全てクインザが冬宮の待遇改善の為に仕組んだ事だった。
イオエ
声 - 川野剛稔
ラギネイ王国の侍従でソマンドに仕えているが、裏ではクインザと共にルマティを国王に即位させるために動いている。
イザック・ノエイ
声 - 土田大
ラギネイ王国の元近衛士官の少尉。退官してルマティの暗殺未遂事件を起こし、一時期バーンズワース家に身柄を預かられる。特別編でロジ大将の令嬢と結婚して、兄妹か姉弟かは不明ながら息子ケネスと娘イランダの一男一女を儲けるが、士官学校時代に偶像崇拝を押し付けた後輩の告げ口で窮地に立たされ、その責を一人で負った医官研修生アンドラ・ロイクスとの恋に身を焦がした。精神的には妻子を裏切るが、家庭を壊すまいとするアンドラに拒まれて家族の許に戻る。
ソマンド・イリヤ・ダイ・ラギネイ
声 - 山中真尋
ラギネイ王国皇太子でルマティの兄。病弱で、王宮の外に出たことがない。気弱な性格ゆえ、第2王子でありながら王たる資質を持つルマティの存在を恐れ、部下にルマティ暗殺を指示するが、失敗に終わる。その後、ルマティに冤罪を着せて国外追放し、自身が国王として即位する。しかし、その実情はクインザが裏で画策した陰謀であった。本心はルマティを追い落とそうなどとは考えてもおらず、周囲に流されてのことだった。
イズマル
声 - 興津和幸
ラギネイ王国の王族でルマティ、ナジェイラの従兄弟。第三王位継承者。容姿も性格も凡庸であり、ナジェイラやカール、ユージィンらにいいように利用されていることに気付いていない。
ナジェイラ・イサ・シャドリ
声 - 新井里美
ラギネイ王国の王族でルマティ、イズマルの従姉妹。第四王位継承者。巫女であるシャドリ家の血を引き、神の声を聞く少女として神聖視されている。傲慢な性格ではあるが、自分の立場の悪さを素直に認める潔さを持つ。マハティの第二正妃であったセレイラの孫。特別編で、クインザに瓜二つの遠縁の青年ベナジル・ソラと結婚した。
リリカ
声 - 五十嵐麗
マハティの娘でナジェイラの母親。ハリーの出生の秘密を知っている。「後宮物語」の時点で故人であり、母セレイラの日記を遺言でナジェイラに残す。
セレイラ・ミナ・シャドリ
マハティの第二正妃でリリカの母親。巫女家であるシャドリ家の出身。マハティからは厚く信頼されており、マハティに依頼されて失踪後のキャスリーンの行方について調査を行なった。しかし、特別編「後宮物語」では一存でマハティの侍従ナイルと共にキャスリーンの消息を追ったとされた。マハティの侍従ナイル・ソラと水面下で相思相愛だった。キャスリーンのことで深い溝が出来てしまったマハティとアレーナの和解させようと心を砕き、また、シャドリ家の血筋の為せる業かマハティに瓜二つの碧眼の少年（ルマティ）という予知夢を見た。

### 倣家
曹望青（ツァオ モンチェン）
声 - 諏訪部順一
立人の側近にして良きアドバイザー。曹の一族は代々倣一族に仕えてきた家系だが、当初は望青にその気は無かった。しかし、倣一族総帥のお披露目の場で幼き立人を見て、自身の「頭」たるべき人物だと考えて立人に仕えることを決意した。ルマティすら気づいた立人の真実を無視し、彼が花鹿しか見ていないことを知ると彼女の安全を盾に脅迫してまで立人を倣の総帥に押し立てようと企むが、ルマティたちの後押しで立人に去られてしまう。立人の擬態に気づかなかった一人。特別編で、ハリーに諭されてバーンスワースの新会長として立人を補佐する道を選ぶ。
倣東旋（ファン トンセン）
声 - 梅津秀行
倣一族の五長老会の一員で立人の伯父。長男だったが、父に溺愛された末っ子の視意が総帥になり、憎んでいた。若くしてその息子の立人が後を継いだ事で、総帥になる夢を断たれた。ローゼンタール財閥と関わりがあり、バーンズワース財閥と親しい立人に批判的である。しかし、総帥を自ら降り、一族から放逐された後の立人も大切に思っており、一族ではないと思い込もうとしても出来なかった。
息子が二人おり、長男の倣劍は跡を継がず家を出てスタンフォード大の研究者となり、立人の跡を継ぎ総帥となった符義はその重圧に耐えられなくなり、総帥の座を退きたいと言い出す。二人とも立人と比べると凡庸で東旋にとっては可愛いバカ息子。
倣玲莉（ファン リンリー）
声 - 浅倉杏美
立人の従姉妹で、五長老会が勝手に決めた許嫁でもある。少し病弱だがおしとやかで、良くも悪くも天然な性格ゆえ押しが強い厄介な少女。幼い頃から立人のことを一途に慕っていた。立人との結婚が倣一族の調和を保つための政略結婚であることを知らずに立人との結婚に夢を持っていたが、終盤で立人から真相を聞かされ呆然とする。後に立人の想いが花鹿に向けられていることに気づき、振られる前に自分から立人に婚約破棄を告げた。その直後、ノエイに一目惚れするが、経緯は不明ながら失恋に終わる。

### ローゼンタール財団
ネルソン・ローゼンタール
声 - 水野龍司
ローゼンタール財閥の会長で、カールたちの父親。過去にラギネイでのオイル利権をハリーに奪われ、それがきっかけで事業が傾いたことからバーンズワース家を憎んでいる。
カールの三人の姉たち / イザベル、リザベル、マリーベル
声 - 高口幸子（イザベル）、溝邉祐子（リザベル）、上田純子（マリーベル）
三人とも性格・容姿共に凡庸で、母親の違うカールを子供の頃から苛めていたが、成長してからは自身の不始末の尻拭いをカールに頼るようになり、苦々しく思いながらもカールに頭が上がらない。
イザベルは父ネルソンに唯一愛情を注がれながらも彼を廃人に追いやる裏切り行為を平然と行ったカールを姉の中で一番憎悪しており、ハリーがマハティの御落胤だとの調査結果をクインザに流した。
イザベルは会えば嫌味、リザベルは5回も離婚する等男関係が派手なタイプ、マリーベルは浪費グセからの借金問題などでカールを悩ませ続けている。

### ヴォルカン男爵家
オーギュスト・ド・ヴォルカン
19世紀に金で爵位を買った成金貴族であるヴォルカン男爵家の当主で、欧州でも有数の金融財閥でバーンズワースと提携を結ぶ事実上の傘下企業ヴォルカングループの会長。愚弟アランに誘惑されて裏切った最初の妻と2人目の妻との間に長男ピーエル、次男グザビエを設けているが、生物学上は甥である末子ユージィンを溺愛する人物。自身を愛そうとしなかった母親、その母親に溺愛されて金をせびるばかりの放蕩者だった弟アランを憎悪し、アランが事故で植物人間となって亡くなった際、復讐のためにアラン以上の美貌の子供を作ろうとした。しかし、遠縁ゆえか母親によく似た16歳のクリスティンに一目惚れして彼女の生家ヴァントルツカ家を陥れてまで結婚するが、近寄るだけで怯えて拒絶されて自身の母親の分まで憎んだ彼女にアランの精子でユージィンを出産させた。花鹿がユージィンを救った後、愛しながらも憎んだ妻と死ぬことしか頭に無かったユージィンを心から大切に思っていたことを花鹿に語る。クリスティンと3度目の結婚をする5年前、事故で生殖能力を失い、復讐を考えなくても3人目の子供を持つことは不可能だった。
特別編では爵位と会長職を長男ピエールに譲るが、登場しないまでも存命である。
ピエール・ド・ヴォルカン
ヴォルカングループの社長。ユージィンの一番上の兄。父親の愛憎とユージィンの心情を知り、血縁上は従弟でも戸籍上は弟であるユージィンを自身なりに大切にしている。
特別編でヴォルカングループの会長となり、現ヴォルカン男爵となっていた。各国大使や王族が出席する英国大使館主催の公式晩餐会のさ中、最悪のタイミングで届いた花鹿からのメッセージを見せればユージィンの途中退席は目に見えていたが、隠すとへそを曲げて半年くらい行方不明となって父親が卒倒するため、やむなく知らせるも恐れた通りにユージィンに退席されてしまう。離婚歴有り。
グザビエ・ド・ヴォルカン
オーギュストの次男。ユージィンの2番目の兄。クリスティンが父の許に嫁いで来た時、妊娠していたのでオーギュストが何処かから相手の男を連れて来てユージィンを産ませたと誤解していた。
特別編「花咲ける青少年」で、兄ピエールにユージィンの所在を問われた際に「グザヴィエ」と誤植が起きた。
クリスティン・ド・ヴォルカン
オーギュストの3人目の妻。旧姓は「ヴァントルツカ」。オーストリア人。小さなアパレル会社の社長令嬢。オーギュストの母親の遠縁だけあって自己愛が強いことも祟り、50代の男に嫁がされたばかりか彼の死んだ弟の精子で妊娠させられ「亡霊が育っている」と怯え自殺未遂を繰り返すような地獄の日々の末出産させられたため、19歳の若さで3階の自室の窓から投身自殺を遂げた。自分自身のことしか頭に無かったため、自身がオーギュストに愛されていることを知ろうとせず、近づくだけで怯えて拒絶する態度が恨みを買ったことを最後まで気づかなかった。恐怖しか記さなかった日記を遺し、夫とユージィン、その兄たちとの確執の直接的な原因となった。
先代ヴォルカン男爵夫人
オーギュストの母親、ユージィンの祖母。家同士の釣り合い、財産等の王侯貴族としては当たり前の政略結婚で嫁いだが、容姿が自身と釣り合わない夫を拒絶し続け、その夫に似た長男オーギュストを愛そうとはせず、自身に瓜二つの次男アランを溺愛した。執事オーバックは「ナルシズムの投影」と評している。もう一人の自分自身と看做す分身のアランが事故で植物人間と化し、オーギュストがいると慰めようとする声を聞こうとせず、正当な血はアランだけが継いでオーギュストでは自身の孫は出来ないと言い放ったことが彼の弟に対する異常な復讐の発端となる。
アラン・ド・ヴォルカン
オーギュストの弟、ユージィンの生物学上の父親。母親の美貌を受け継いだが、頭の中は空っぽで兄オーギュストに金をせびるしか能のない道楽者。女性にだらしなくて、兄が離婚して再婚を考えていた女性ローザとも肉体関係を結んで兄を嘲笑した。植物状態となって3年後に死亡。

### その他
山手由依（やまて ゆい）
声 - 松来未祐
花鹿が日本の中学校に転入した際にクラスメートになった少女。花鹿は日本を去った後も、彼女と文通をしたり、ニューヨークの実家へ招待するなど親交を交わす。ユージィンに「ハムスターみたいで面白い」と気に入られ、気紛れの訪問で神経をすり減らしては花鹿に助けを求める。
ライアン
ハリーの秘書。有能だと思われるが、代理出席でも構わない案件をハリー自身が出席の意向を示したとはいえ、定期検診をおろそかにする会長を制止しえない面がある。
オーバック
ヴォルカン男爵家の執事。オーギュストの母親である先代ヴォルカン男爵夫人によるオーギュストと弟アランの確執を知っており、母クリスティンの日記で洗脳されてしまったユージィンを救って欲しいと花鹿に懇願した。
エディ・ロバーツ
声 - 間宮康弘
フリーランスの記者。パリでユージィンのスキャンダルを追っていた事がある。ラギネイのイズマル邸で出会ったユージィンと強引に知り合いになり、それが縁で花鹿たちとも親しくなる。ルマティが国を追われて1年後に、ルマティの単独インタビューに成功する。

### 特別編
ベナジル・ソラ
クインザやセズンとは母方の遠縁にあたる青年。ナジェイラと結婚する。前国王ソマンドの婚約者だったナジェイラの婚姻の相手としては格下。遠い血縁とはいえクインザに瓜二つだが、妻ナジェイラに「この手の顔の男はくえない」と評されるも性格はクインザとは水と油ほども違う。クインザに利用されたため、彼に似ていることで悪感情を抱くと思われたソマンドに気に入られ、時折、ソマンドの宮を訪れている。
本編のラギネイ動乱の折、フランス留学で不在だった。
クロエ・レヴェック
カナダ・ケベック州在住の女性。「フルール・ド・グラス」でユージィンに恋して自殺したドミニクの親友。心を凍てつかせていた頃の「氷の華」と評されるユージィンを当初は親友を弄んだと憎悪したが、ドミニクの辿った経緯を追体験する内に死を望む彼の願いを叶えて殺す前にドミニクが自殺し、彼女の最期を看取るために自身が呼ばれたことを悟る。五年後、夫ジェラールの配慮で新婚旅行で再びパリを訪れ、ドミニクの墓参りの先客が「氷の華」ではなくなり、大輪の花と咲き誇るユージィンであることを知り涙を流す。
ドミニク・ルメル
没年齢20歳。クロエの親友。フランスの地方銀行の頭取の娘。17歳のユージィンに恋い焦がれるが、死を望む彼の願いを叶えてしまう自分自身を自覚し、彼を殺さないために、クロエに看取って欲しくて彼女を自殺時に到着するよう呼んで拳銃自殺した。
アントニオ・バルガス
フランスの超有名デザイナー。オートクチュールのサロンを構えており、ドミニクのことで熱くなっているクロエに「本気になっちゃだめよ」と告げた。
クリュニー公爵
ユージィンの庇護者。表面上は上品な世襲貴族だが、フランスの軍需産業を牛耳る大富豪の黒幕（フィクサー）。世俗にまみれているからこそ、正反対の存在に惹かれる。ユージィンに人を狂わせる存在だと自覚するよう忠告し、生の喜びが感じられないと惜しんでいる。
イサベラ・ド・ヴォルカン
ユージィンの兄ピエールの妻。離婚を控えている。女性はユージィンに見つめられたら何が何でも自身のモノにしようとするか、怖気づいて逃げるかしかいないと語り、ユージィンは「融けることの無い氷の華よ、触れば火傷では済まないわよ。」と警告する。離婚の原因は秘密を抱えるヴォルカン男爵家で内部に受け入れられなかったという点である。
アシュトン・コーズ
カール・ローゼンタールの親友。「HEAVEN」でローゼンタールの御曹司には手を出したくないという学校側の思惑により放校処分（懲戒退学）になるが、カールとの友情は変わらず、後に弁護士となり「STRAY SHEEP」に登場し、バーンズワース財団の顧問弁護士ジョンソンが所長を務める「ジョンソン弁護士事務所」の次期エースとなっていた。
ナイル・ソラ
「後宮物語」で名君と称えられるようになったマハティの侍従として仕える男性。ベナジルの大伯父。想いを口にはしないもののマハティの第二正妃セレイラとは相思相愛であり、ジャビルにキャスリーンたちのことは忘れるよう命じられるが、マハティを安心させたいと願うセレイラのために外務大臣の視察旅行に同行し、無人となった旧バーンズワース邸を訪れて近隣の住人に親子のことを尋ねた帰路、飛行機事故で帰らぬ人となる。その直前、セレイラ宛てに手紙を遺していた。
アレーナ
マハティの第一正妃。二人の王子を産むが、神前婚約を交わした婚約者であるにも関わらず、キャスリーンとの恋が原因で予定されていた成婚を三年（本編では二年）も延期され、強すぎるプライドを傷つけられてマハティに面と向かって軽蔑しているとまで言ってしまう。それでも彼を愛し、ラギネイを守ろうと動いていた。完全な和解はセレイラの成婚から3年後の急病で他界したので叶わなかったが、三人で月見をするくらいには歩み寄った。
ロイ・グリーク
35歳。レストラン経営を足掛かりに次々と業務を拡大し、NYとカリフォルニアを中心に金融・開発事業を手掛ける「グリーク・インターナショナル」の会長。「STRAY SHEEP」でハリーの闘病の隙を突いて「キャピタル石油（オイル）」の乗っ取りを企むも立人に敗れる。しかし、デボラに「彼女（花鹿）はステイタスだ、俺みたいな男には必要だ。」と告げるが、セレブ臭の無い不思議な存在として惹かれた花鹿に対する恋心は本物だった。
デボラ・ホーマー
グリークの顧問弁護士。

## 書誌情報

### 花咲ける青少年
- 樹なつみ 『花咲ける青少年』 白泉社〈花とゆめコミックス〉、全12巻
  1. 1990年1月発売、ISBN 4-592-12121-X
  2. 1990年5月発売、ISBN 4-592-12122-8
  3. 1990年9月発売、ISBN 4-592-12123-6
  4. 1991年3月発売、ISBN 4-592-12124-4
  5. 1991年8月発売、ISBN 4-592-12125-2
  6. 1992年1月発売、ISBN 4-592-12126-0
  7. 1993年2月発売、ISBN 4-592-12127-9
  8. 1993年5月発売、ISBN 4-592-12128-7
  9. 1993年10月発売、ISBN 4-592-12129-5
  10. 1994年4月発売、ISBN 4-592-12130-9
  11. 1994年9月発売、ISBN 4-592-12133-3
  12. 1994年11月発売、ISBN 4-592-12140-6
- 樹なつみ 『花咲ける青少年』 白泉社〈白泉社文庫〉、全6巻
  1. 2001年9月14日発売、ISBN 4-592-88305-5
  2. 2001年9月14日発売、ISBN 4-592-88306-3
  3. 2001年12月14日発売、ISBN 4-592-88307-1
  4. 2001年12月14日発売、ISBN 4-592-88308-X
  5. 2002年3月15日発売、ISBN 4-592-88309-8
  6. 2002年3月15日発売、ISBN 4-592-88310-1
- 樹なつみ 『愛蔵版 花咲ける青少年』 白泉社〈花とゆめコミックススペシャル〉、全6巻
  1. 2009年2月19日発売、ISBN 978-4-592-19801-7
  2. 2009年2月19日発売、ISBN 978-4-592-19802-4
  3. 2009年3月5日発売、ISBN 978-4-592-19803-1
  4. 2009年3月5日発売、ISBN 978-4-592-19804-8
  5. 2009年3月19日発売、ISBN 978-4-592-19805-5
  6. 2009年3月19日発売、ISBN 978-4-592-19806-2

### 花咲ける青少年 特別編
- 樹なつみ 『花咲ける青少年 特別編』 白泉社〈花とゆめコミックススペシャル〉、全5巻
  1. 2011年3月4日発売、ISBN 978-4-592-19837-6
  2. 2011年12月5日発売、ISBN 978-4-592-19838-3
  3. 2012年11月5日発売、ISBN 978-4-592-19893-2
  4. 2013年9月5日発売、ISBN 978-4-592-19894-9
  5. 2014年6月5日発売、ISBN 978-4-592-19895-6

### その他
- 樹なつみ 『花咲ける青少年 プレミアムファンブック』 白泉社〈花とゆめコミックススペシャル〉、全1巻
  - 2011年12月5日発売、ISBN 978-4-592-19899-4

## テレビアニメ
2009年4月から2010年2月までNHK衛星第2テレビにて放送された。全39話。また、2010年4月から2011年3月までNHK総合テレビでも放送されている。原作ではマハティ編から始まるが、アニメでは花鹿編から始まり、途中のストーリーでマハティ編が描かれる。

### スタッフ
- 原作 - 樹なつみ[1]
- 監督 - 今千秋[1]（第1話 - 第23話）→亀垣一（第24話 - 第39話）
- シリーズ構成 - 池田眞美子[1]
- キャラクターデザイン - 楠本祐子[1]
- 美術監督 - 笠井美枝[1]
- 撮影監督 - 松本敦穂
- 編集 - 松村正宏
- 音響監督 - 高桑一
- 音楽 - 斉藤哲也、佐藤剛[1]
- アニメーションプロデューサー - 津野竜之輔
- 制作統括 - 柏木敦子、廣岡篤哉→柴田裕司、本間道幸
- アニメーション制作 - ぴえろ[1]
- 制作 - 総合ビジョン
- 製作・著作 - NHK、ぴえろ

### 主題歌
オープニングテーマ「CHANGE」
作詞・歌 - J-Min / 作曲・編曲 - 小林孝至
エンディングテーマ「One」
作詞 - 松本有加 / 作曲 - 井上慎二郎 / 編曲 - 小林孝至 / 歌 - J-Min

### 各話リスト
| 話数   | サブタイトル               | 脚本           | 絵コンテ       | 演出             | 作画監督                   |
| ------ | -------------------------- | -------------- | -------------- | ---------------- | -------------------------- |
| 第1話  | イノセントガール           | 池田眞美子     | 今千秋         | サトウ光敏       | 大西貴子                   |
| 第2話  | 廻り愛                     | 池田眞美子     | 藤原良二       | 山口武志         | 山本佐和子                 |
| 第3話  | 眠れぬ夜                   | 池田眞美子     | 藤原良二       | 篠崎康行         | 二宮常雄                   |
| 第4話  | 長き夜の明ける日           | 平見瞠         | 山崎和男       | 剛田隼人         | 佐藤寿子                   |
| 第5話  | 出会い〜再会               | 宮崎なぎさ     | 内藤明吾       | 内藤明吾         | 高橋直樹                   |
| 第6話  | 純心                       | あみやまさはる | 藤原良二       | 剛田隼人         | 大西貴子                   |
| 第7話  | 誰が為の想い               | あみやまさはる | 藤原良二       | 山口武志         | 山本佐和子                 |
| 第8話  | プロミス                   | 宮崎なぎさ     | 瑞西行         | 土屋浩幸         | 大竹紀子                   |
| 第9話  | 変わらないもの             | 平見瞠         | 赤坂三十郎     | 剛田隼人         | 小野田貴之                 |
| 第10話 | クロス・デイズ             | 池田眞美子     | 原田浩         | 篠崎康行         | 二宮常雄                   |
| 第11話 | アイのカタチ               | 池田眞美子     | 大畑晃一       | 荻原露光         | 高橋直樹                   |
| 第12話 | ヒトリ                     | あみやまさはる | 原田浩         | 山口武志         | 大西貴子                   |
| 総集編 | 寅之助のボディーガード日誌 | -              | -              | -                | -                          |
| 第13話 | 太陽の国                   | 花田十輝       | 成田歳法       | 剛田隼人         | 佐藤寿子                   |
| 第14話 | ぬくもり                   | 宮崎なぎさ     | サトウ光敏     | サトウ光敏       | 宮田奈保美                 |
| 第15話 | 月下の巫女                 | 池田眞美子     | 藤原良二       | 剛田隼人         | 小野田貴之                 |
| 第16話 | プライド                   | 花田十輝       | 大畑晃一       | 土屋浩幸         | 大竹紀子 チャソンイル      |
| 第17話 | 届かぬ想い                 | あみやまさはる | 藤原良二       | 荻原露光         | 高橋直樹                   |
| 第18話 | オポジション               | 池田眞美子     | 赤坂三十郎     | 剛田隼人         | 二宮常雄                   |
| 第19話 | おさえきれない気持ち       | 宮崎なぎさ     | 原田浩         | 浅見松雄         | 佐藤寿子                   |
| 第20話 | ターニングポイント         | 平見瞠         | サトウ光敏     | サトウ光敏       | 宮田奈保美                 |
| 第21話 | 忘れえぬ日                 | あみやまさはる | 小沢一浩       | 剛田隼人         | 小野田貴之                 |
| 第22話 | リポーズ                   | 宮崎なぎさ     | 原田浩         | 安藤正臣         | 八尋裕子                   |
| 第23話 | 決別                       | 花田十輝       | 藤原良二       | 荻原露光         | 高橋直樹                   |
| 第24話 | とまどい                   | 池田眞美子     | 亀垣一         | 亀垣一           | 亀本秀一                   |
| 第25話 | 埋まらぬ欠片               | あみやまさはる | 原田浩         | 土屋浩幸         | 宮田奈保美 大竹紀子        |
| 総集編 | 曹のラギネイ極秘ファイル   | -              | -              | -                | -                          |
| 第26話 | 傀儡                       | 花田十輝       | サトウ光敏     | サトウ光敏       | 二宮常雄                   |
| 第27話 | 重い鎖                     | 平見瞠         | 藤原良二       | 浅見松雄         | 時矢義則                   |
| 第28話 | すれ違いの先               | 宮崎なぎさ     | 宮崎なぎさ     | 荻原露光         | 高橋直樹                   |
| 第29話 | 運命の輪の中で             | 池田眞美子     | おざわかずひろ | ワタナベシンイチ | 藤岡真紀 松浦里美          |
| 第30話 | 止まらぬ歩み               | 花田十輝       | 原田浩         | 土屋浩幸         | 竹田逸子                   |
| 第31話 | 交わらぬ理念               | あみやまさはる | 藤原良二       | 浅見松雄         | 窪詔之                     |
| 第32話 | 嘘と真                     | 池田眞美子     | サトウ光敏     | サトウ光敏       | 大竹紀子 チャソンイル      |
| 第33話 | 災いの種                   | 宮崎なぎさ     | 宮崎なぎさ     | 雄谷将仁         | 高橋直樹                   |
| 第34話 | 凱旋                       | 平見瞠         | おざわかずひろ | 安藤正臣         | 三島千枝                   |
| 第35話 | 千年の幕開け               | 花田十輝       | 山崎和男       | 福多潤           | 竹森由加                   |
| 第36話 | 永遠に                     | 花田十輝       | サトウ光敏     | サトウ光敏       | 亀本秀一 竹田逸子 二宮常雄 |
| 第37話 | 愛するがゆえ               | あみやまさはる | 島津裕行       | 土屋浩幸         | 佐藤寿子                   |
| 第38話 | 刻む言葉                   | 池田眞美子     | 宮崎なぎさ     | 橋本三郎         | 高橋直樹                   |
| 第39話 | 約束の空                   | 池田眞美子     | 亀垣一         | 亀垣一           | 本橋秀之 楠本祐子          |
| 総集編 | 立人のメモワール           | -              | -              | -                | -                          |

### 放送局
| 放送地域 | 放送局        | 放送期間                     | 放送日時                 | 備考                 |
| -------- | ------------- | ---------------------------- | ------------------------ | -------------------- |
| 日本全域 | NHK BS2       | 2009年4月5日 - 2010年2月14日 | 日曜 23時01分 - 23時25分 | 「衛星アニメ劇場」枠 |
| 日本全域 | NHK総合テレビ | 2010年3月31日 - 2011年3月    | 水曜 25時00分 - 25時25分 | 「衛星アニメ劇場」枠 |

| NHK BS2 衛星アニメ劇場 日曜23:01 - 23:25枠       | NHK BS2 衛星アニメ劇場 日曜23:01 - 23:25枠 | NHK BS2 衛星アニメ劇場 日曜23:01 - 23:25枠 |
| 前番組                                           | 番組名                                     | 次番組                                     |
| ------------------------------------------------ | ------------------------------------------ | ------------------------------------------ |
| 枠未開設                                         | 花咲ける青少年                             | GIANT KILLING                              |
| NHK総合テレビ 衛星アニメ劇場 水曜25:00 - 25:25枠 |                                            |                                            |
| 再放送枠                                         | 花咲ける青少年                             | 廃枠                                       |

## 舞台
- 2010年9月29日〜10月6日 ルドビコ★plus+ vol.1 異空間ステージ 花咲ける青少年 〜The Budding Beauty〜（草月ホール）
- 2011年2月16日〜27日 ルドビコ★plus+ vol.2 異空間ステージ 花咲ける青少年 〜The Budding Beauty in The Oriental Blue Wind〜（草月ホール）
- 2012年1月13日〜18日 ルドビコ★plus+ vol.3-4 異空間ステージ花咲ける青少年 ファイナル The Blooming Princess（サンシャイン劇場）
2012年1月13日〜15日「ラギネイ革命」編 / 1月17日〜18日「恋と宿命」編 ※視点を変えた2作を上演

### スタッフ（舞台）
- 原作：樹なつみ
- 脚本・演出：桜木さやか（ルドビコ★）
- 制作：設樂敬子（TUFF STUFF）
- INA/NHK・総合ビジョン・ぴえろ
- 花咲ける青少年舞台製作委員会

### キャスト
- 花鹿：AKIRA（DISACODE）
- 立人：久保田悠来
- ルマティ：大河元気（vol.1）、篠谷聖（vol.2-）
- ユージィン：広瀬友祐
- カール：古原靖久（vol.2-）
- 寅之助：栩原楽人
- ノエイ：寿里
- セズン：矢吹卓也(vol.1-2）、青木隆敏（vol.3-4）
- 曹：高山猛久
- イップユン：中村龍介(vol.1-2)
- ソマンド：鈴木拡樹（vol.2）、河原田巧也（vol.3-4）
- エディ：北代高士（vol.2-）
- クインザ：林修司
- ナジェイラ：桜木さやか（vol.2-）
- ハリー：水谷あつし（vol.2-）